# Херта БШК (Берлин)
Херта БШК Берлин или само „Херта“ (на немски: Hertha BSC Berlin) е германски спортен клуб от град Берлин, провинция Берлин, Германия. Основан е на 25 юли 1892 г. Със своите 17 000 членове Херта е един от най-популярните клубове на своя град. Централата му се намира в квартала Шарлотенбург-Вилмерсдорф и е известен преди всичко с футболния си отбор. Клубът е преобразуван в командитно дружество с акции през 2002 г., което контролира професионален футболен отбор, аматьорски отбор, както и юношески формации. Домакинските си срещи Херта игае на берлинския Олимпийски стадион, който разполага с капацитет от 74, 228 места. Освен футбол спортният клуб развива и бокс, кегелбан, плажен волейбол, хокей, тенис на маса и електронни спортове.

## История

### Бе Еф Це Херта 1892: Началото
Херта Берлин е основан на 25 юли 1892 г. под името Бе Еф Це Херта 1892. Едва през 1923 г. отборът получава сегашното си пълно наименование Херта Бе Ес Це Берлин след сливането си с Берлинер Шпорт Клуб (Бе Ес Це). Двата клуба се разделят след няколко години, но Херта продължава да носи съкращението Бе Ес Це към името си.
Клубът е основан в края на XIX век от братята Фриц и Макс Линдер на 16 години и Вили и Ото Лоренц, на 17. Момчетата искали да играят не само със свои връстници в квартала, а и да се състезават с вече създадените отбори от града. Основаването на новия отбор е отпразнувано скромно в берлински локал, а след това е предприето пътуване по река Шпрее, минаваща през Берлин, с корабче, което носи името „Херта“. Така по малко необичаен начин днешният клуб получава името си. Съществува легенда, че цветовете на параходчето дават и клубните цветове на отбора, но изследователите на историята на берлинския спортен клуб твърдят, че тя не е достоверна, тъй като нито един от берлинските кораби по това време не е бил оцветен в синьо и бяло. В началото цветовете на Херта Берлин са синьо, бяло и жълто, като последният цвят отпада скоро след основаването. Малкото параходче „Херта“ е запазено и до днес, като още пътува по долното течение на река Шпрее.
Първите си срещи Херта играе на игрището на Шьонхаузер Алее в берлинския квартал Пренцлауер Берг, като футболистите от отбора живеят в гостилница в близост до терена на Обербергер Щрасе. Това футболно игрище днес се намира в пределите на парка около стадиона Фридрих-Лудвих-Ян-Шпортпарк.

### Преместване в квартал Гезундбрунен
През 1905 г. отборът на Херта се премества на игрището Шебера в квартал Гезундбрунен, което първоначално е изградено за играчите на Рапид 1893. Домакините на терена изпитват финансови затруднения, които ги карат да го преотстъпват и на други тимове, какъвто е случаят със „старата дама“, която се сдобива с договор за ползване. В Гезундбрунен Херта се сдобива с първите си редовни зрители, които освен редовни посещения на мачовете на отбора, плащат и немалката месечна вноска за членство в клуба в размер на 50 пфенига. На Шебера клубът печели първата си титла на Берлин през 1906 г., но във финалната фаза за първенство на Германия Херта Берлин е победена на полуфинала от бъдещия шампион Лайпцих. Легендарна остава първата победа на континентален отбор, в лицето на берлинчани, победил английски професионалисти през 1910 г. – Саутенд Юнайтед.
След засилващи се спорове с домакините на игрището Шебера, свързани със завишени претенции за наем, Херта решава да се обедини с Берлинския спортен клуб през 1923 г. Обединеният клуб се премества от другата страна на улицата срещу Шебера, където преди е имало ледена пързалка, а през 20-те години се е тренирала предимно лека атлетика. Малко след това там започва строежът на ново игрище, завършено и официално открито на 9 февруари 1924 г. с мач срещу отбора на Айнхайт Панков. Стадионът е наречен Щадион ам Гезундбрунен, а местните жители го наричат просто Плумпе, на берлински диалект означаващо водна помпа.

### Изграждане на шампионския отбор
След като се стабилизира материално и с изграждането на Плумпе като домакинско игрище, Херта се превръща в един от най-силните отбори в Германия за времето си. Между 1926 и 1931 г. берлинският клуб играе шест финални мача за първенство на Германия, от които са спечелени само два. Така първите четири срещи са загубени както следва:
- 1926 − 1:4 срещу Фюрт (във Франкфурт на Майн)
- 1927 − 0:2 срещу Нюрнберг
- 1928 − 2:5 срещу Хамбург (в хамбургския квартал Алтона)
- 1929 − 2:3 срещу Фюрт

След четири безуспешни опита Херта триумфира с титлата на 22 юни 1930 г. Пред 40 000 зрители на дюселдорфския Райнщадион „старата дама“ изостава в резултата с 0:2 от Холщайн Кил само след 8 изиграни минути. Все пак столичани успяват да изравнят до 3:3 на почивката, а три минути преди края отбелязват и победния гол за 5:4.
По него време много малко берлинчани са можели да си позволят пътуване до Дюселдорф, а само малка част от жителите на Берлин са разполагали с радиоапарат. Така новината за успеха бавно се разпространява из германската столица, като чак на следващия ден на улиците излизат празнуващи хора със синьо-бели знамена. При триумфалното посрещане на отбора на берлинската гара релсите са препречени от празнуваща тълпа: зи никого не е имало повече съмнение, че титлата отива за първи път на Плумпе!
- 22 юни 1930 г. – Финал за първенство на Германия по футбол 1930
  - Херта Берлин – Холщайн Кил 5:4 (3:3)
  - Херта: Гелхаар, Фьолкер, Вилхелм, Лойшнер, Мюлер, Радеке, Рух, Зобек, Леман, Кирзай, Хан
  - Холщайн Кил: Крамер, Лагерквист, Цимерман, Бааш, Ом, Любке, Фос, Ритер, Лудвих, Видмайер, Есер
  - Голове: 0:1 Видмайер (4.), 0:2 Ритер (8.), 1:2 Зобек (22.), 2:2 Зобек (26.), 2:3 Лудвих (29.), 3:3 Леман (36.), 4:3 Леман (68.), 4:4 Ритер (82.), 5:4 Рух (87.)
  - Съдия: Гуянц (Есен)
  - Зрители: 40 000 на Райнщадион, Дюселдорф

Берлинският спортен клуб не става част от шампионския отбор, тъй като отново се отделя през 1929 г. Херта откупва правото на собственост върху стадиона срещу 75 000 райхсмарки, а поради придобилото известност име Херта Бе Ес Це, клубът запазва и инициалите на дотогаващния си партньор.
След първата титла феновете не са принудени да чакат твърде дълго за следващия успех на отбора. Не по-малко драматично протича и финалната среща за определяна на шампиона през 1931 г., изиграна на 14 юни пред 50 000 зрители на Мюнгерсдорфер-Щадион в Кьолн. До 75. минута Херта изостава в резултата от баварския 1860 Мюнхен, когато легендата на берлинчани Хане Зобек изравнява до 2:2. Минута преди края ударът на Кирзай влетява в мрежата на мюнхенци, давайки шампионския трофей за втори пореден път в ръцете на капитана на Херта.
- 14 юни 1931 г. – Финал за първенство на Германия по футбол 1931
  - Херта Берлин – 1860 Мюнхен 3:2 (1:2)
  - Херта: Гелхаар, Фьолкер, Вилхелм, Апел, Мюлер, Щар, Рух, Зобек, Леман, Кирзай, Хан
  - 1860 Мюнхен: Римке, Шефер, Вендъл, Щок, Пледъл, Айберле, Щигълбауер, Лахнер, Хубер, Йолденбергер, Талмайер
  - Голове: 0:1 Йолденбергер (24.), 1:1 Зобек (44.), 1:2 Лахнер (45.), 2:2 Зобек (75.), 3:2 Кирзай (89.)
  - Съдия: Фисеневерт (Мьонхенгладбах)
  - Зрители: 50 000 на Мюнгерсдорфер-Щадион, Кьолн

Годините 1930 и 1931 са най-успешните в досегашната история на Херта Берлин. До днес отборът не успява да спечели друга шампионска титла.

### Херта Берлин и Третия райх
След поемането на властта от нацистите в Германия, те поставят за президент на Херта Ханс Пфайфер. Какви идеали е споделял Пфайфер може да се разбере от извадка от негови думи в клубната хроника на Херта: „Безплодната парламентарна система в клубния живот на отбора престана да съществува...Клубните събрания няма да се провеждат повече, тъй като досега рядко водеха до напредък.“

## След края на войната – Оберлига Берлин
След края на Втората световна война съюзниците закриват всички всички германски организации, в това число и Херта Берлин. За провеждане на организирани спортни състезания и дума не може да става, тъй като много отбори губят играчи, а някои стадиони, като „Плумпе“, са в развалини. Въпреки това любимото игрище на привържениците на Херта се реконструира и започва да приема срещи от юни 1946 г., а в някои по-слабо засегнати части на Германия се провеждат местни първенства след 1946 г.
В четирите района на Берлин се формират т.нар. „районни отбори“, представящи своята част на града. Бившите футболисти на Херта играят за отбора на „Гезундбрунен“, презентиращ северната част. За радост на много берлинчани от 1 август 1949 г. „Гезундбрунен“ променя името си на традиционното „Херта“.
По-късно, когато първенството на Германия се подновява, са формирани отделни оберлиги в Западна Германия и Западен Берлин, първенците на които отново участват във финално състезание за излъчване на германския шампион. От сезон 1949/50 Херта е включена в Оберлига Берлин, но в началото не играе важна роля в надпреварата, а дори се стига и до краткотрайно пребиваване във втора берлинска лига. Все пак „старата дама“ си връща старото реноме и печели своята оберлига през 1957 г., но във финалния рунд бързо отпада от надпреварата.
В началото на 60-те години в берлинската оберлига изпъкват три силни отбора: Тенис Борусия Берлин, Тасмания Берлин и Херта Берлин. Три годинни преди въвеждането на Първа Бундеслига тези отбори водят борба за надмощие в лигата на днешната германска столица, като в последното ѝ издание победител излиза Херта.

### Първа Бундеслига: Черната година
На 24 август 1963 г. започва нова епоха за германския футбол. В 17 часа на осем стадиона в страната започват първите срещи от новосъздадената Първа Бундеслига. Един от тези терени е този на Олимпийския стадион в Берлин, където се изправят домакините от Херта срещу стария познайник от 1930 г. Нюрнберг. Решението да се остави легендарното игрище „Плумпе“ не е взето лесно, но то така или иначе повече не отговаря на новите завишени изисквания на Германския футболен съюз, а и олимпийската арена притежава по-голям капацитет, от който се възползват 60 000 зрители на срещата на откриването на първенството. Дебютният мач завършва 1:1 след изравнителен гол от дузпа за домакините. В техните редици на игрището се състезава и бъдещото треньорско светило Ото Рехагел.
Берлинчани завършват първия сезон на германската първа дивизия на третото последно място, само на точка пред изпадналия Пройсен Мюнстер. Тази история се повтаря и през следващата година и Херта се спасява на косъм от изпадане. Все пак ГФС открива тежки нарушения в статута на играчите и начина, по който се ръководи клуба и въз основа на тези разкрития служебно изважда Херта от първенството и я изпраща в Регионалната лига Берлин. Най-тежкото провинение на берлинчани е, че те са премирали играчи в отбора, като са им давали пари на ръка, нещо, което е стриктно забранено по онова време. Неприятното за Херта в случая е, че именно тяхната служебна санкция поражда дискусия в Германия дали премиите са морални или не, а впоследствие фаталното правило е отменено.
За втори път след сезон 1918/19 Херта Берлин е дисквалифицирана служебно от първенството, а развитието ѝ се забавя значително. Затова 1965 е „черна година“ за берлинския клуб. Той прекарва три сезона в градското първенство на Западен Берлин, печелейки го категорично и без да срещне достоен противник. Спечелените 58, 57 и 55 от 60 възможни точки говорят категорично за доминацията на „старата дама“.

### 70-те години: Най-успешният период
Три години след служебното изваждане Херта се завръща в елитната класа на Германия, като от 1970 г. се утвърждава в първенството. На 18 април берлинчани разгромяват петия в таблицата Борусия Дортмунд с 9:1, което е и най-изразителната победа на клуба в историята на Първа Бундеслига до днес.
Този сезон, както и следващия, Херта завършва на третото място, като в турнира за Купата на УЕФА достига до четвъртфинал, където губи от гранда Интер Милано. През 1975 г. клубът постига и вицешампионското звание, а през 1978 г. е трети.
Във връзка с друг грандиозен скандал в германското първенство от 1971 г., когато за манипулации и уговаряне на мачове са отнети лицензите на Арминия Билефелд и Кикерс Офенбах, се санкционират играчи и ръководители на Херта Берлин. Доказва се, че преди срещата между берлинчани и Арминия Билефелд, завършила с победа на източновестфалците с 0:1, Арминия предлагат куфар с пари (съдържащ 250 000 германски марки) на играчите на Херта за да загубят мача, който е приет. Финансовите санкции от Германския футболен съюз са драконовски – клубът е осъден да продаде старото си игрище „Плумпе“ на берлинска строителна компания, за да бъдат построени жилища на мястото му. Освен това са наложени жестоки глоби и наказания на футболисти. „Плумпе“ е разрушено през 1974 г. Днес на Балерманщрасе стои скулптура, напомняща на историческата арена.
Към края на 70-те години Херта се представя все повече и повече посредствено, но затова записва забележителни резултати за Купата на Германия и в европейските клубни турнири. На 30 май 1977 г. берлинчани губят преиграването на финала за германската купа от Кьолн с 0:1, след като два дена преди това завършват 1:1 след продължения. Историята се повтаря две години по-късно, когато също на финала за Купата на Германия „старата дама“ отстъпва на Фортуна Дюселдорф с 0:1 след гол в продълженията на редовното време. Оттогава Херта не успява да постигне финална среща в този турнир. Поне не и първият отбор – през 1993 г. аматьорите на Херта поднасят малка сензация като достигат до финалната среща на това състезание и въпреки че го губят от Байер Леверкузен с 0:1, те по никакъв начин не показват, че отстъпват с нещо съществено на своите професионални съперници.
В турнира за Купата на УЕФА Херта достига до полуфинал през 1979 г., отстъпвайки на Цървена звезда с 0:1 и 2:1. Югославяните отиват на финал след гол на чужд терен, като срещата е последната международна изява на Херта за следващите 20 години.
Спадът във формата за първенство достига най-ниската си точка през май 1980 г., когато берлинският клуб завършва с равни точки с Байер Юрдинген, но 2 реализирани попадения по-малко го пращат във втора дивизия за сметка на отбора от областта Долен Рейн.

## 80-те години: Двойно изпадане
След попадането във втория футболен ешелон на Германия положението се влошава още повече. Въпреки краткотрайното завръщане в Първа Бундеслига, завършило с последно място през сезон 1982/83 и ново изпадане във Втора Бундеслига, клубът играе слабо и след нови три години във втора лига на 8 май 1986 г. губи срещата си срещу Алемания Аахен с 0:2 и изпада в аматьорската оберлига. Оттук нататък Херта не е нищо повече от обикновен аматьорски отбор, който играе срещите си на остарелия и имащ спешна нужда от ремонт Постщадион пред около 2000 зрители. Дербито на сезон 1987/88 е срещу съгражданите от Тюркийемспор Берлин, игран пред около 12 000 футболни запалянковци.
През кампанията 1986/87 Херта Берлин става безапелационен първенец на своята оберлига, но след това се проваля в допълнителните квалификации за втора дивизия. Година по-късно, на 19 юни 1988 г., футболистите на Херта не допускат същата грешка и празнуват класирането си във Втора Бундеслига.

### 90-те години: Завръщане в Първа Бундеслига
Две години след класирането във втора дивизия идва и завръщането в Първа Бундеслига. След еуфорията обаче скора следва разочарование, след като назначеният да спаси отбора от изпадане треньор Петер Нойрурер не успява да се справи със задачата си. През следващите години, от 1991 до 1997, Херта отново е във втория футболен ешелон, като играе мачовете си пред около 3000 зрители на изглеждащия почти празен Олимпийски стадион.
Въпреки това, в този тъмен период за клуба, вторият отбор на берлинчани сътворява една от най-големите изненади в историята на турнира за Купата на Германия. Младежите на Херта достигат до финала на състезанието през 1993 г. като по пътя си дотам отстраняват отбори като Хановер 96, Нюрнберг и Кемниц. Срещу Байер Леверкузен, на собствения Олимпийски стадион в Берлин, вторият отбор се бори смело, но накрая губи с 0:1 след попадение на Улф Кирстен. Сред имената в аматьорския отбор присъстват тези на Карстен Рамелов и Кристиан Фидлер.
В началото на 1996 г.отборът се поема от треньора Юрген Рьобер, който спасява на косъм възпитаниците си от изпадане в трета дивизия. Важно е да се отбележи, че тогава се изгражда и заможно клубно ръководство в лицата на президента Бернд Шипхорст, Петер Бьониш, Клаус Херлиц, Руперт Шолц и Хайнц Варнеке. Стабилността и надеждността на материалното състояние на Херта осигурява и добри представяния на футболния терен – през сезон 1996/97 „старата дама“ завършва на трето място в крайното класиране във Втора Бундеслига, а с това и право на участие в германската елитна дивизия. Посещаемостта на срещите на клуба също постепенно се увеличава. Тя достига до 75 000 на 7 април 1997 г. в решителната среща срещу Кайзерслаутерн, спечелена с 2:0, което и до днес е рекорд за най-много публика за мач от втора германска лига.

### ХХ век: Укрепване в германския елит
След като посещенията на домакинствата на Херта се увеличават, съответно и приходите от продажбата на артикули и сувенири с емблемата на клуба също нарастват. Субсидиите на спонсорския кръг около отбора продължават да осигуряват стабилност и възможности за развитие. През 2002 г. Херта Берлин се преобразува в командитно дружество с акции и по този начин вече действа и като търговско дружество. Така от една страна отговорността на клуба се ограничава, а от друга се ползват финансовите предимства, характерни за един участник в търговията.
Въпреки същественият прогрес, който реализира Юрген Рьобер, той е освободен след домакинска загуба с 0:1 от Енерги Котбус на 6 февруари 2002 г. след шест години начело на отбора. Под ръководството на треньора Херта Берлин се превръща във фактор в Първа Бундеслига, с който всички отбори се съобразяват, а берлинчани се завръщат на европейската сцена – клубът отново участва в Купата на УЕФА и дебютира в Шампионската лига, където побеждава Челси, Милан и бъдещия носител на Купата на УЕФА Галатасарай. Наследникът на Рьобер Фалко Гьоц записва 13 мача с Херта и класира тима в „зона УЕФА“ с равни точки с Шалке 04. Именно наставникът на гелзенкирхенските „миньори“ Хууб Стевенс замества Гьоц от 1 юли 2002 г. след изтичането на временния му договор. Въпреки че на нидерландеца се възлагат големи надежди от берлинската футболна общественост, под негово ръководство играе без успех, както и в много случаи без късмет. Така се стига до освобождаването на Стевенс на 4 декември 2003 г., а бившият футболист на „синьо-белите“ Андреас Том временно поема тренировките на първия отбор. Ръководството на „старата дама“ от Берлин назначава опитния специалист Ханс Майер с временен контракт от 3 януари до 30 юни 2004 г. с една-единствена цел – да спаси отбора от изпадане. Майер успява да вдигне отбора на крака и Херта завършва първенството на 12 място като играе значително по-добре от есенния полусезон. За началото на сезон 2004/05 на треньорския пост е ангажиран отново Фалко Гьоц, на когото е поставена цел да изведе отбора в първата половина на класирането, и той дори преизпълнява очакванията с четвъртото място, въпреки че Херта отпада малко изненадващо за Купата на Германия от третодивизионния Айнтрахт Брауншвайг с 2:3. В края на сезона е възможна дори квалификация за Шампионската лига, но берлинчани пропускат шанса си като завършват 0:0 домакини с Хановер 96.
Договорът на Фалко Гьоц е удължен за кампанията 2005/06, като изпълнителният директор на Херта Дитер Хьонес изисква европейско класиране, за да може клубът да укрепне финансово. Надеждите за добро представяне обаче не се сбъдват. За Купата на Германия Херта е елиминирана от третодивизионния Санкт Паули с 3:4 след продължения. На европейската сцена отборът отпада от един наглед лесен противник, за какъвто се смята Рапид Букурещ (0:1 и 0:2). В Първа Бундеслига представянето също граничи с трагедията – клубът записва 9 поредни мача без победа, а след домакинската загуба с 2:4 от последния в класирането Кьолн (преди това с 18 срещи без победа!), столовете на Гьоц и Дитер Хьонес започват много сериозно да се клатят. Въпреки тези неуспехи, доверието на клубното ръководство към двамата е възнаградено. Победа с 3:0 срещу Вердер Бремен слага начало на седем поредни мача без загуба, прекъсната с домакинско поражение с 1:5 от Байер Леверкузен в 32 кръг на първенството. Загубата слага край и на надеждите за директно участие за Купата на УЕФА, но все пак участието в летния турнир на УЕФА Интертото осигурява шанс за класиране там по заобиколен начин.

### Днес
От 1 юни 2007 г. треньор на Херта е швейцарецът Люсиен Фавре, който преди това си изгражда авторитет начело на Цюрих. Договорът му в Берлин е до 2011 г.
Началото му на Олимпийския стадион е трудно поради почти напълно променения състав на клуба за сезон 2007/08, породен от финансовата криза в клуба. Тежката контузия на Лусио и напускането на Джилберто Силва допълнително усложняват задачите на новия наставник. Преминалият от Цюрих в Херта нападател Рафаел не помага особено на своите съотборници, които завършват първенството на посредственото десето място. Въпреки това клубът получава правото да играе в квалификациите в турнира за Купата на УЕФА поради високия си коефициент на спортсменство. Така по малко необичаен начин се изпълнява поставената задача от Дитер Хьонес за европейско класиране.
Сезон 2008/09 е един от най-добрите за Херта от няколко години насам. 33-те точки от есенния полусезон са най-успешното представяне в първата половина на първенството от 1974 г., като есенният първенец Хофенхайм е победен в Берлин, а „синьо-белите“ правят силна финална серия преди зимната пауза и дори водят в класирането след отделни кръгове. Все пак разочароващите загуби с 1:4 от Байерн Мюнхен, 1:5 от Вердер Бремен и срамното домакинско поражение с 0:1 от Енерги Котбус попречват на тима да завърши първи. През пролетта Херта играе силно като домакин и побеждава Байерн с 2:1 и Байер Леверкузен с 1:0, но при гостуванията си губи важни точки. Преотстъпеният под наем от английския Ливърпул нападател Андрий Воронин вкарва много решаващи голове, които се оказват възлови за много от победите. На ниво играят и централната двойка защитници Арне Фридрих и Йосип Шимунич, което води до малко допуснати голове във вратата на чешкия страж Ярослав Дробни. Набраната инерция е спряна след три поредни загуби, но берлинчани се връщат в борбата за титлата след победи с 1:0 над Вердер Бремен и 1:0 като гост на изпадналия в криза Хофенхайм. Теоретичните шансове за първото място се изпаряват след скучновато домакинско равенство 0:0 в предпоследния кръг срещу Шалке 04, а последвалата загуба с 0:4 в Карлсруе вади отбора дори от местата в „зона Шампионска лига“. Все пак с актив от 63 точки Херта преизпълнява поставените цели преди началото на сезона и надхвърля очакванията на много футболни експерти.
За Купата на УЕФА Херта Берлин играе не лошо и успява да се класира за груповата фаза след като отстранява молдовския ФК Нистру (Отач) (8:1 и 0:0), словенския Интерблок Любляна (2:0 и 1:0) и ирландския Сейнт Патрикс (2:0 и 0:0). Победата с 8:1 срещу молдовците е и най-изразителната победа в европейски клубен турнир за столичаните. В групита Херта играе с Бенфика Лисабон (1:1 у дома), Металист Харков (0:0 в Украйна), Галатасарай (0:1 в Берлин) и Олимпиакос (0:4 в Гърция). Последната загуба от гърците означава и елиминация за момчетата на Люсиен Фавре.
На специална пресконференция на 7 юни 2009 г. на медиите се съобщава, че Дитер Хьонес „приятелси и по взаимно съгласие“ напуска поста си на изпълнителен директор в клуба една година по-рано от предвиденото и от 1 юли 2009 г. мястото му се заема от клубната легенда на Херта Михаел Преец. Като причина за това решение се посочват „различия във вижданията за развитие на клуба и на търговските му операции“ между по-малкия брат Хьонес и управителния съвет на берлинския клуб.
За началото на сезон 2009/10 бюджетът е силно ограничен, а успешните нападатели от миналото първенство Андрий Воронин и Марко Пантелич напускат отбора. Ново попълнение е дошлият със свободен трансфер от Хофенхайм защитник Кристоф Янкер. Качественият спад в класата на берлинския отбор води до катастрофално представяне в първата третина на сезона – спечелена е само първата среща, след което следват 10 загуби и едно равенство, а към това се прибавя и елиминация в турнира за Купата на Германия от втородивизионния 1860 Мюнхен. Представянето в Лига Европа също е доста неубедително, а всичко това води и до закономерното уволнение на Люсиен Фавре, заменен от Фридхелм Функел.

## Приятелства между привърженици
От дълго време съществува дружба между запалянковците на Херта и тези на Карлсруе. Началото е поставено през 70-те години, когато берлинчани гостуват на тима от Баден в първия кръг на първенството 1976/77. Домакините приятелски посрещат феновете от Берлин на гарата в Карлсруе и заедно заминавад за Вилдпаркщадион, за да наблюдават срещата. Въпреки че Карлсруе губи с 0:3, привържениците на отбора от Баден-Вюртемберг празнуват заедно с берлинчани на гарата по пътя за дома, скандирайки „бойния вик“ на Херта Берлин „ХА ХО ХЕ“.
След завръщането на Херта Берлин в Първа Бундеслига през 1997 г. и решаващата среща на момчетата на Юрген Рьобер в 12. кръг срещу Карлсруе, спечелена от столичани с 3:1, приятелството между феновете се подновява. След този мач привържениците на двата отбора заедно посещават изявите на своите любимци, дори когато те не играят помежду си. На 23 май 2009 г. се състои последното издание на „двубоя на приятелството“, завършил с разгромна загуба за Херта с 0:4 на Вилдпаркщадион, но недостатъчен на домакините да останат в германския елит. В същото време поради загубата Херта не успява да се класира за Шампионската лига.
Друго приятелство съществува с феновете на френския Расинг Страсбург, които на свой ред са другари с карлсруйци. През 70-те и 80-те години, във времената на разделена Германия и Берлинската стена, е налице дружба с „побратимите“ от Източен Берлин Унион Берлин. Падането на стената слага край на добрите отношения между двата берлински клуба, които прерастват в съперничество.

## Играчи и треньори

### Професионален състав за сезон 2009/10
| №             |         | Играч                  | Рождена дата   | В отбора от | См      | Кг      | Мач.    | Гол.    | Предишни клубове |
| Вратари       | Вратари | Вратари                | Вратари        | Вратари     | Вратари | Вратари | Вратари | Вратари | Вратари |
| ------------- | ------- | ---------------------- | -------------- | ----------- | ------- | ------- | ------- | ------- | --- |
| 1             |         | Ярослав Дробни         | 18.10.1979     | 2007        | 192     | 90      | 71      | 0       | Бохум, Ипсуич Таун, ФК Фулъм, АДО ден Хааг, ФК Фулъм, Паниониос, Динамо Чешке Будьовице, Витковице, Хрудим, Динамо Чешке Будьовице, Славой Жировнице |
| 12            |         | Тимо Окс               | 17.10.1981     | 2009        | 189     | 88      | 2       | 0       | Ред Бул Залцбург, 1860 Мюнхен, Оснабрюк, Хановер 96, Веенде                                                                                          |
| 30            |         | Кристофер Генг         | 10.05.1988     | 2007        | 188     | 88      | 1       | 0       | Валдхоф Манхайм, Фогелстанг |
| 40            |         | Заша Бурхерт           | 30.10.1989     | 2002        | 186     | 72      | 0       | 0       | Вартенберг |
| Защитници     |         |                        |                |             |         |         |         |         | |
| 3             |         | Арне Фридрих           | 29.05.1979     | 2002        | 185     | 80      | 204     | 13      | Арминия Билефелд, Ферл, Гютерсло 2000, Херфорд, Лое, Бад Йойнхаузен                                                                                  |
| 4             |         | Стийв фон Берген       | 10.06.1983     | 2007        | 182     | 77      | 47      | 0       | Цюрих, ФК Ньошател Ксамакс, Хаутериве |
| 5             |         | Неманя Пейчинович      | 04.11.1987     | 2009        | 184     | 71      | 0       | 0       | Цървена звезда, Рад Белград, ОФК Белград, Рад Белград, Раднички Крагуевац                                                                            |
| 6             |         | Кристоф Янкер          | 14.02.1985     | 2009        | 185     | 78      | 3       | 0       | Хофенхайм, 1860 Мюнхен, Кам, Филцинг |
| 13            |         | Марк Щайн              | 07.07.1985     | 2008        | 183     | 74      | 34      | 0       | Ханза Росток, Тенис Борусия Берлин, Динамо Берлин, Лок Зедин                                                                                         |
| 16            |         | Роман Хубник           | 06.06.1984     | 2010        | 191     | 84      | 2       | 0       | Спарта Прага, ФК Москва, Сигма Оломоуц, Жлин, Всетин, Халенков                                                                                       |
| 22            |         | Расмус Бенгтсон        | 26.06.1986     | 2009        | 186     | 80      | 0       | 0       | Трелебори ИФ, Малмьо, Айнтрахт Фрайзинг |
| 32            |         | Кристиан Шале          | 1 януари 1986  | 2007        | 186     | 81      | 0       | 0       | Тенис Борусия Берлин, Гройтер Фюрт |
| 35            |         | Шервин Раджабали-Фарди | 17.05.1991     | 2004        | 175     | 65      | 0       | 0       | Херта Целендорф, Лихтерфелд |
| Полузащитници |         |                        |                |             |         |         |         |         | |
| 7             |         | Сисеро                 | 26.08.1984     | 2008        | 180     | 72      | 37      | 7       | Флуминензе, Фигерензе, ФК Баиа |
| 8             |         | Пал Дардай             | 16.03.1976     | 1997        | 179     | 80      | 282     | 17      | Будапеща, Печ |
| 11            |         | Флориан Кринге         | 18.08.1982     | 2009        | 187     | 83      | 0       | 0       | Борусия Дортмунд, Кьолн, Борусия Дортмунд, Шпортфройнде Зиген, Вайстал                                                                               |
| 20            |         | Патрик Еберт           | 17.03.1987     | 1998        | 176     | 73      | 71      | 7       | Гаарден, Рузе |
| 21            |         | Леван Кобиашвили       | 10.07.1977     | 2010        | 183     | 82      | 6       | 0       | Шалке 04, Фрайбург, Динамо Тбилиси, Фрайбург, Алания Владикавказ, Динамо Тбилиси, Металург Рустави, Аваза Тбилиси                                    |
| 25            |         | Максимилиан Нику       | 25.11.1982     | 2002        | 185     | 75      | 32      | 2       | Веен Бисбаден, Вакер Бургхаузен, Веен Висбаден, Рот-Вайс Ерфурт, Унтерхахинг, Розенхайм, Приен                                                       |
| 26            |         | Лукаш Пишчек           | 03.06.1985     | 2007        | 184     | 75      | 41      | 2       | Заглембе Любин, Гварек Забърже, Гочалковице |
| 29            |         | Заша Бигалке           | 8 януари 1990  | 1999        | 167     | 56      | 0       | 0       | Райникендорфер Фюксе |
| 31            |         | Фанол Пердедай         | 16.07.1991     | 2002        | 172     | 66      | 0       | 0       | Вилмерсдорф, Лихтенберг |
| 36            |         | Ленарт Хартман         | 03.04.1991     | 2002        | 170     | 68      | 2       | 0       | Мариендорф, Херта Целендорф |
| 44            |         | Гойко Качар            | 26 януари 1987 | 2008        | 183     | 77      | 46      | 9       | Войводина Нови Сад, Подмладък |
| Нападатели    |         |                        |                |             |         |         |         |         | |
| 9             |         | Адриан Рамос           | 22 януари 1986 | 2009        | 185     | 81      | 0       | 0       | Америка Кали, Индепендиенте, Америка Кали, Трухилянос Валера, Америка Кали                                                                           |
| 10            |         | Рафаел                 | 28.03.1985     | 2008        | 174     | 69      | 51      | 10      | Цюрих, ФК Киасо, Жувентуш Сао Паоло, Витория Баиа |
| 17            |         | Теофанис Гекас         | 23.05.1980     | 2010        | 179     | 82      | 6       | 2       | Байер Леверкузен, Портсмут, Байер Леверкузен, Бохум, Панатинайкос, Калитеа, Лариса                                                                   |
| 18            |         | Артур Вихнярек         | 28.02.1977     | 2009        | 183     | 79      | 47      | 4       | Арминия Билефелд, Херта Берлин, Арминия Билефелд, Видзев Лодз, Лех Познан, Горник Конин, Лех Познан, СКС Познан                                      |
| 23            |         | Валери Домовчийски     | 05.10.1986     | 2008        | 180     | 73      | 33      | 4       | Левски София, Марица Пловдив, ФК Секирово |

### Всички треньори след 1963 г.
|  | Име              | Период              |
|  | ---------------- | ------------------- |
|  | Йозеф Шнайдер    | 01.07.63 – 08.03.65 |
|  | Герхард Шулте    | 09.03.65 – 30.06.66 |
|  | Хелмут Кронсбайн | 01.08.66 – 13.03.74 |
|  | Ханс Едер        | 14.03.74 – 30.06.74 |
|  | Детмар Крамер    | 01.07.74 – 09.07.74 |
|  | Ханс Едер        | 10.07.74 – 16.07.74 |
|  | Георг Кеслер     | 17.07.74 – 30.06.77 |
|  | Куно Кльотцер    | 01.07.77 – 27.10.79 |
|  | Ханс Едер        | 28.10.79 – 26.12.79 |
|  | Хелмут Кронсбайн | 27.12.79 – 30.06.80 |
|  | Уве Климашефски  | 01.07.80 – 10.12.81 |

|  | Име             | Период              |
|  | --------------- | ------------------- |
|  | Георг Гавличек  | 11.12.81 – 10.12.83 |
|  | Мартун Лупен    | 11.12.83 – 30.06.84 |
|  | Уве Климан      | 01.07.84 – 10.11.85 |
|  | Ханс Едер       | 11.11.85 – 31.12.85 |
|  | Руди Гутендорф  | 01.01.86 – 18.04.86 |
|  | Юрген Зундерман | 19.04.86 – 08.10.88 |
|  | Вернер Фукс     | 09.10.88 – 12.11.90 |
|  | Пал Чернай      | 13.11.90 – 12.03.91 |
|  | Петер Нойрурер  | 13.03.91 – 28.05.91 |
|  | Карстен Хайне   | 28.05.91 – 30.06.91 |
|  | Бернд Щанге     | 01.07.91 – 18.08.92 |

|  | Име             | Период              |
|  | --------------- | ------------------- |
|  | Гюнтер Зеберт   | 21.08.92 – 20.10.93 |
|  | Уве Райндерс    | 21.10.93 – 23.03.94 |
|  | Карстен Хайне   | 24.03.94 – 18.12.95 |
|  | Юрген Рьобер    | 01.01.96 – 06.02.02 |
|  | Фалко Гьоц      | 07.02.02 – 30.06.02 |
|  | Хууб Стевенс    | 01.07.02 – 04.12.03 |
|  | Андреас Том     | 04.12.03 – 17.12.03 |
|  | Ханс Майер      | 20.12.03 – 30.06.04 |
|  | Фалко Гьоц      | 01.07.04 – 10.04.07 |
|  | Карстен Хайне   | 10.04.07 – 30.06.07 |
|  | Люсиен Фавре    | 01.07.07 – 28.09.09 |
|  | Карстен Хайне   | 28.09.09 – 03.10.09 |
|  | Фридхелм Функел | 03.10.09-           |

## Известни бивши футболисти
| - Алекс Алвеш - Брам Апел - Марио Баслер - Йълдърай Баштюрк - Ерих Беер, „Ете“ - Щефан Байнлих, „Пауле“ - Фреди Бобич - Райнер Бонхоф - Холгер Брюк - Франц Брунгс - Али Даеи - Зебастиан Дайслер - Ханс Едер, „Юстаф“ - Хелмут Федер - Волфганг Фариан - Малик Фати - Карл-Хайнц Фершъл - Кристиан Фийдлер - Гернот Фрайдъл - Ласло Гергели - Волфганг Гайер, „Моцарт“ - Джилберто да Силва Мело, „Джилберто“ - Фалко Гьоц - Герхард Грау - Карл-Хайнц Граница | - Тео Грийс - Лотар Грос, „Ванце“ - Фолкмар Грос - Томас Хелмер - Ервин Хермандунг - Лоренц Хор - Валтер Юнгхаус - Габор Кирай - Аксел Крузе - Волфганг Клеф - Уве Климан, „Функтурм“ (на български Телевизионната кула) - Андреас Кьопке - Шаблон:Флага Нико Ковач - Илхан Мансъз - Марселиньо - Лудвих Мюлер - Андреас Ноендорф, „Цеке“ (на български Кърлежа) - Норберт Нигбур - Марко Пантелич - Бернд Пацке - Роберто Пинто - Михаел Преец, „Миха“, „Лангер“ (на български Дългия) - Уве Ран - Карстен Рамелов | - Ото Рехагел - Марко Ремер - Джузепе Рейна, „Били“ - Киетил Рекдал - Томас Ремарк - Юрген Румор - Волфганг Зидка - Йосип Шимунич - Йоханес Зобек, „Хане“ - Арно Щефенхаген - Юрген Зундерман - Ханс-Юрген Шперлих - Ейолфур Сверисон, „Йоли“ - Михаел Сидат - Алфонс Чами - Андреас Том - Рене Тречок - Золтан Варга - Ханс Вайнер, „Хане“ - Уве Вит - Тасо Вилд - Хорст Волтер - Дариуш Вош, „Вълшебната мишка“ - Андрий Воронин - Томас Цандер |

## Български футболисти
- Гено Матеев: 1922
- Николай Илиев: 1991/92 (10 мача - 1 гол)
- Валери Домовчийски: 2008-2011 (61 мача / 8 гола)

## Успехи
- Шампион на Германия (2): 1930, 1931;
- Вицешампион на Германия (5): 1926, 1927, 1928, 1929, 1975;
- Финалист за Купата на Германия (3): 1977, 1979, 1993 (втори отбор);
- Купа на лигата (2): 2001, 2002;
- Шампион на провинция Берлин (23):
  - като Бе Еф Це Херта 1892 (4): 1906, 1915, 1917 и 1918;
  - като Херта Бе Ес Це (19): 1925−1931, 1933, 1935, 1937, 1944, 1957, 1961, 1963, 1966 – 1968, 1987 и 1988;
- Купа на провинция Берлин (12):
  - като Бе Еф Це Херта 1892 (1): 1920;
  - като Херта Бе Ес Це (8): 1924, 1928, 1929, 1958, 1959, 1966, 1967 и 1987;
  - като Херта Бе Ес Це II (3): 1976, 1992 и 2004;
- Полуфинал в турнира за Купата на УЕФА: 1979;
- Победител в групите на УЕФА Интертото: 1971, 1973, 1976, 1978;

## Любопитни числа (към март 2009)
- Херта Берлин е бил водач в класирането на Първа Бундеслига след изиграването на 15 кръга (за последно след 0:2 срещу Щутгарт на 22 март 2009 г.);
- Играе общо 27 сезона в Първа Бундеслига;
- 13 място във вечното класиране на Първа Бундеслига:
  - Общ баланс: 1257 точки (911 срещи: 342 победи, 231 равенства и 338 загуби, голова разлика 1347:1398);
  - Домакинства: 866 точки (456 срещи: 250 победи, 116 равенства и 90 загуби, голова разлика 835:512);
  - Гостувания: 391 точки (455 срещи: 92 победи, 115 равенства и 248 загуби, голова ралика 512:886).

## Херта в Европа
- Кв. = Квалификация
- ПО = Плей-оф
- ГФ 1= Групова фаза (първи групи)
- ГФ 2= Групова фаза (втори групи)
- 1. Кр. = Първи кръг
- 2. Кр. = Втори кръг
- 1/8 = Осминафинал
- 1/4 = Четвъртфинал
- 1/2 = Полуфинал

| Сезон   | Турнир          | Кръг   | Страна | Клуб                     | Резултат     |
| ------- | --------------- | ------ | ------ | ------------------------ | ------------ |
| 1963/64 | Купа на УЕФА    | 1. Кр. |        | Рома                     | 1 – 3, 0 – 2 |
| 1964/65 | Купа на УЕФА    | 1. Кр. |        | Антверп                  | 2 – 1, 0 – 2 |
| 1969/70 | Купа на УЕФА    | 1. Кр. |        | Лас Палмас               | 0 – 0, 1 – 0 |
|         |                 | 2. Кр. |        | Ювентус                  | 3 – 1, 0 – 0 |
|         |                 | 1/8    |        | Витория Сетубал          | 1 – 1, 1 – 0 |
|         |                 | 1/4    |        | Интер Милано             | 1 – 0, 0 – 2 |
| 1970/71 | Купа на УЕФА    | 1. Кр. |        | Болдклубен 1901          | 4 – 2, 4 – 1 |
|         |                 | 2. Кр. |        | Спартак Търнава          | 1 – 0, 1 – 3 |
| 1971/72 | Купа на УЕФА    | 1. Кр. |        | ИФ Елфсбори              | 3 – 1, 4 – 1 |
|         |                 | 2. Кр. |        | Милан                    | 2 – 4, 2 – 1 |
| 1975/76 | Купа на УЕФА    | 1. Кр. |        | ХЯК Хелзинки             | 4 – 1, 2 – 1 |
|         |                 | 2. Кр. |        | Аякс Амстердам           | 1 – 0, 1 – 4 |
| 1978/79 | Купа на УЕФА    | 1. Кр. |        | Тракия Пловдив           | 0 – 0, 2 – 1 |
|         |                 | 2. Кр. |        | Динамо Тбилиси           | 2 – 0, 0 – 1 |
|         |                 | 1/8    |        | Есбер фБ                 | 1 – 2, 4 – 0 |
|         |                 | 1/4    |        | Дукла Прага              | 1 – 1, 2 – 1 |
|         |                 | 1/2    |        | Цървена звезда           | 0 – 1, 2 – 1 |
| 1999/00 | Шампионска лига | Кв.3   |        | Анортосис                | 2 – 0, 0 – 0 |
|         |                 | ГФ 1   |        | Галатасарай              | 2 – 2, 1 – 4 |
|         |                 | ГФ 1   |        | Челси                    | 2 – 1, 0 – 2 |
|         |                 | ГФ 1   |        | Милан                    | 1 – 1, 1 – 0 |
|         |                 | ГФ 2   |        | Барселона                | 1 – 1, 1 – 3 |
|         |                 | ГФ 2   |        | Порто                    | 0 – 1, 0 – 1 |
|         |                 | ГФ 2   |        | Спарта Прага             | 1 – 1, 0 – 1 |
| 2000/01 | Купа на УЕФА    | 1. Кр. |        | ФК Зимбру                | 2 – 1, 2 – 0 |
|         |                 | 2. Кр. |        | Амика Вронки             | 3 – 1, 1 – 1 |
|         |                 | 3. Кр. |        | Интер Милано             | 0 – 0, 1 – 2 |
| 2001/02 | Купа на УЕФА    | 1. Кр. |        | Вестерло                 | 2 – 0, 1 – 0 |
|         |                 | 2. Кр. |        | ФК Викинг                | 1 – 0, 2 – 0 |
|         |                 | 3. Кр. |        | ФК Сервет                | 0 – 0, 0 – 3 |
| 2002/03 | Купа на УЕФА    | 1. Кр. |        | ФК Абърдийн              | 0 – 0, 1 – 0 |
|         |                 | 2. Кр. |        | АПОЕЛ Никозия            | 1 – 0, 4 – 0 |
|         |                 | 3. Кр. |        | Фулъм                    | 2 – 1, 0 – 0 |
|         |                 | 1/8    |        | Боавища                  | 3 – 2, 0 – 1 |
| 2003/04 | Купа на УЕФА    | 1. Кр. |        | Дискоболия Гродзинск     | 0 – 0, 0 – 1 |
| 2005/06 | Купа на УЕФА    | 1. Кр. |        | АПОЕЛ Никозия            | 1 – 0, 3 – 1 |
|         |                 | ГФ     |        | Халмстадс БК             | 1 – 0        |
|         |                 | ГФ     |        | Ланс                     | 0 – 0        |
|         |                 | ГФ     |        | Сампдория                | 0 – 0        |
|         |                 | ГФ     |        | Стяуа Букурещ            | 0 – 0        |
|         |                 | 3. Кр. |        | Рапид Букурещ            | 0 – 1, 0 – 2 |
| 2006    | Интертото       | 1. Кр. |        | ФК Москва                | 0 – 0, 2 – 0 |
| 2006/07 | Купа на УЕФА    | Кв.2   |        | Амери                    | 1 – 0, 2 – 2 |
|         |                 | 1. Кр. |        | Оденсе                   | 2 – 2, 0 – 1 |
| 2008/09 | Купа на УЕФА    | Кв.1   |        | ФК Нистру (Отач)         | 8 – 1, 0 – 0 |
|         |                 | Кв.2   |        | Интерблок Любляна        | 2 – 0, 1 – 0 |
|         |                 | 1. Кр. |        | ФК Сейнт Патрикс Атлетик | 2 – 0, 0 – 0 |
|         |                 | ГФ     |        | Бенфика Лисабон          | 1 – 1        |
|         |                 | ГФ     |        | Олимпиакос               | 0 – 4        |
|         |                 | ГФ     |        | Галатасарай              | 0 – 1        |
|         |                 | ГФ     |        | Металист Харков          | 0 – 0        |
| 2009/10 | Лига Европа     | ПО     |        | Брьонбю ИФ               | 1 – 2, 3 – 1 |
|         |                 | ГФ     |        | Вентспилс                |              |
|         |                 | ГФ     |        | Спортинг Лисабон         |              |
|         |                 | ГФ     |        | СК Хееренвеен            |              |

## Стадион
С някои прекъсвания Херта играе своите домакинства от 1963 г. насам на Олимпийския стадион в Берлин, построен за Олимпийските игри в германската столица през 1936 г. След последното преустройство арената побира 74 228 зрители, като помещава и фенмагазин на „Старата дама“. Стадионът на два пъти е ремонтиран и разширяван – през 1974 и в периода 2000 – 2004 г., и в двата случая във връзка с домакинства на световни първенства по футбол. През 70-те години той е частично покрит, а 30 години по-късно всички места по трибуните вече се намират под неговата „козирка“. За да подхожда на Херта, пистата около тревното игрище е оцветена в синьо. Освен мачове на Херта, Олимпийският стадион приема и домакинства на германския национален отбор по футбол, мащабни концерти, лекоатлетически турнири (като световното първенство по лека атлетика през август 2009 г.) и, разбира се, ежегодния финал за Купата на Германия.
Преди берлинският клуб да се премести на стадиона за сезона от Първа Бундеслига 1963/64, Херта домакинства на стадиона в берлинския квартал Гезундбрунен. След като попада в регионалната лига в периода 1965 – 1968 Херта се връща още веднъж на старото си игрище и приема гостите си там, докато то не е напълно разрушено през 1974 г. В годините от 1986 до 1988, Херта е в аматьорската оберлига на Берлин и поради ниския зрителски интерес решава да играе на малкия Постщадион. Още няколко изключения „Старата дама“ да играе на Олимпийския стадион са налице при някои домакинства от Интертото, квалификации за Купата на УЕФА, както и първите срещи от сезона във Втора Бундеслига 1992/93, когато „столичани“ играят на Фридрих-Лудвих-Ян-Шпортпарк в Берлин.

## Аматьорски отбор
Вторият отбор на Херта се състезава в четвъртодивизионната Регионална лига Север под ръководството на родения в Берлин Карстен Хайне.
| №             |         | Играч               | Рождена дата   | В отбора от | См      | Кг      | Мач.    | Гол.    | Предишни клубове                                                  |
| Вратари       | Вратари | Вратари             | Вратари        | Вратари     | Вратари | Вратари | Вратари | Вратари | Вратари                                                           |
| ------------- | ------- | ------------------- | -------------- | ----------- | ------- | ------- | ------- | ------- | ----------------------------------------------------------------- |
| 1             |         | Том Шмид            | 06.04.1991     | 2008        | 175     | 76      | -       | -       | Вердер Бремен, Виктория Франкфурт на Одер                         |
| 12            |         | Патрик Зобцик       | 11.06.1990     | 2003        | 182     | 75      | -       | -       | Бранденбург 03                                                    |
| 44            |         | Нико Хилдебранд     | 31.08.1990     | 2002        | 184     | -       | -       | -       | Нормания 08 Берлин                                                |
| Защитници     |         |                     |                |             |         |         |         |         |                                                                   |
| 2             |         | Тони Генге          | 27 януари 1988 | 2009        | 185     | 78      | -       | -       | Вердер Бремен, Енерги Котбус, Шварц-Рот Нойщат/Досе               |
| 3             |         | Юстин Герлах        | 02.02.1990     | 2002        | 194     | 85      | -       | -       | Любарс, Нормания 08 Берлин                                        |
| 4             |         | Зебастиан Нойман    | 18.02.1991     | 2001        | 184     | 75      | -       | -       | Айнтрахт Зюдринг Берлин                                           |
| 15            |         | Волкан Дикмен       | 14.10.1991     | 2005        | 190     | 88      | -       | -       | Норд Вединг, Реберге Берлин                                       |
| 28            |         | Рене Пют            | 27.07.1990     | 2008        | 178     | 73      | -       | -       | Тенис Борусия Берлин, Фронау, Нормания 08 Берлин                  |
| Полузащитници |         |                     |                |             |         |         |         |         |                                                                   |
| 6             |         | Абдул Карим Мартенс | 29.11.1988     | 2009        | 186     | 77      | -       | -       | Бергедорф 85, Любек (отбор), 93 Хамбург, Брамфелд, Урания Хамбург |
| 7             |         | Зебастиан Хьонес    | 12.05.1982     | 2007        | 178     | 75      | -       | -       | Хофенхайм, Херта Берлин, Щутгарт, Грьотцинген                     |
| 8             |         | Фабиан Холанд       | 11.07.1990     | 2003        | 172     | 73      | -       | -       | Боргсдорф                                                         |
| 17            |         | Анте Чович          | 31.08.1975     | 2003        | 180     | 74      | 72      | 8       | Саарбрюкен, Бохум, Херта Берлин, Нюрнберг, Щутгарт                |
| 18            |         | Алфредо Моралес     | 12.05.1990     | 2000        | 183     | 74      | -       | -       | Конкордия Вилхелмсру, Райникендорф                                |
| 23            |         | Марвин Кнол         | 05.12.1990     | 2004        | 186     | 79      | -       | -       | Щаакен, Шпандау 06, Шварц-Вайс Шпандау, Тойтония Шпандау          |
| 24            |         | Патрик Подригала    | 10.05.1991     | 2002        | 179     | 72      | -       | -       | Шпандау                                                           |
| 25            |         | Марко Дюричин       | 12.12.1992     | 2008        | 181     | 72      | -       | -       | Рапид Виена                                                       |
| Нападатели    |         |                     |                |             |         |         |         |         |                                                                   |
| 9             |         | Денис Ромел         | 24.12.1986     | 2009        | 198     | 93      | -       | -       | Шпортфройнде Лоте, Германия Гладбек                               |
| 11            |         | Елис-Джей Маклафлин | 08.07.1990     | 2008        | 178     | 77      | -       | -       | Кросфайър Премиър                                                 |
| 14            |         | Терънс Бойд         | 16.02.1991     | 2009        | 183     | -       | -       | -       | Бремерхафен                                                       |
| 20            |         | Джуниър Торунаринга | 18.04.1990     | 2006        | 191     | 92      | -       | -       | Кемниц, Фортуна Фурт/Гльоза                                       |
| 26            |         | Кевин Щефан         | 23.07.1990     | 2008        | 181     | 75      | -       | -       | Тенис Борусия Берлин, Райникендорфер Фюксе, Тойтония Шпандау      |
| 27            |         | Денис Лемке         | 08.03.1989     | 2003        | 172     | 75      | -       | -       | Райникендорфер Фюксе, Фрохау                                      |